# Gordaliza del Pino (kommunhuvudort)
Gordaliza del Pino är en kommunhuvudort i Spanien.   Den ligger i provinsen Provincia de León och regionen Kastilien och Leon, i den norra delen av landet, 240 km nordväst om huvudstaden Madrid. Gordaliza del Pino ligger 824 meter över havet och antalet invånare är 301.
Terrängen runt Gordaliza del Pino är platt. Runt Gordaliza del Pino är det mycket glesbefolkat, med 5 invånare per kvadratkilometer. Närmaste större samhälle är Sahagún, 10,9 km öster om Gordaliza del Pino. Trakten runt Gordaliza del Pino består till största delen av jordbruksmark.